# Deljatyn
Deljatyn (ukrainisch Делятин; russisch Deljatin, polnisch Delatyn) ist eine in der Westukraine liegende Siedlung städtischen Typs südlich der Oblasthauptstadt Iwano-Frankiwsk am Zusammenfluss der Ljubyschnja (Любижня) mit dem Pruth gelegen.

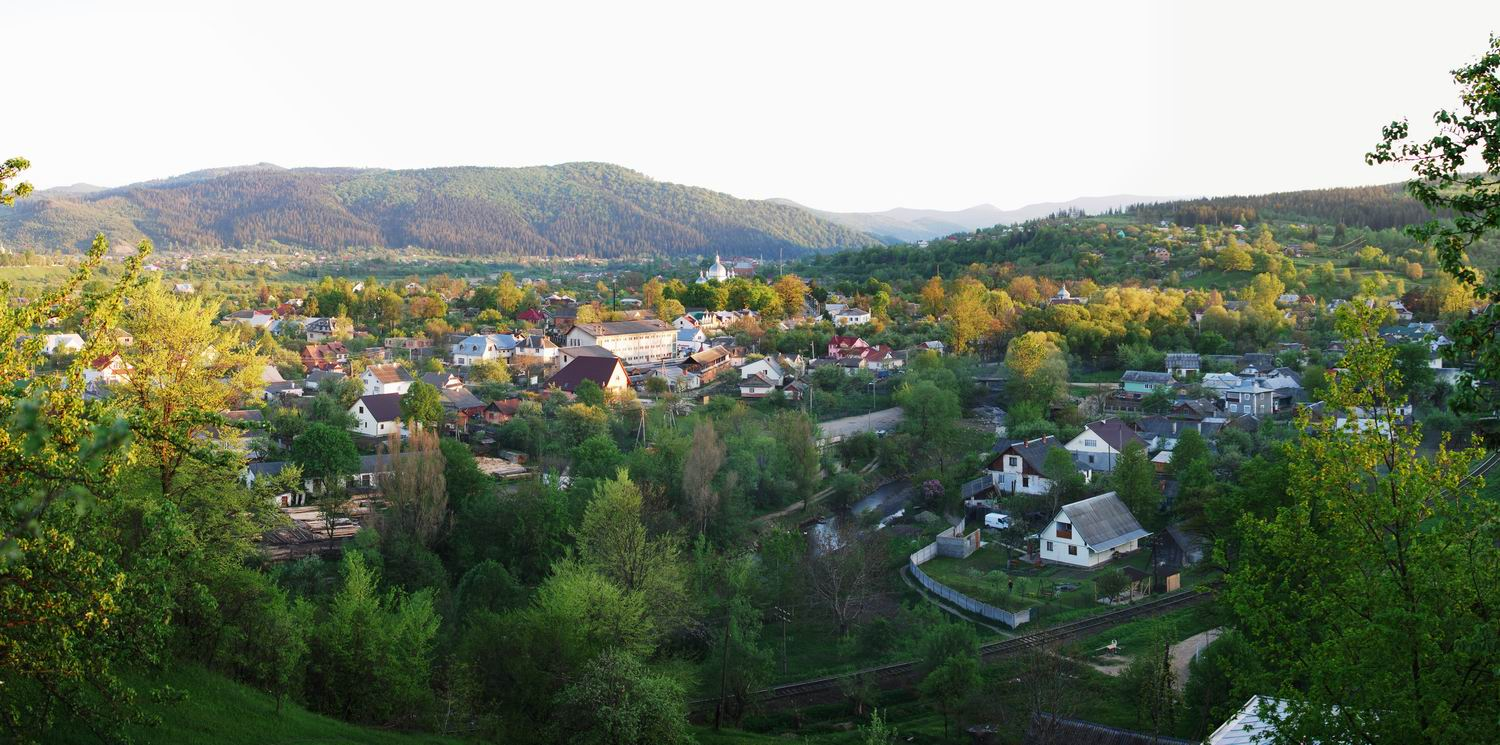
Blick auf den Ort

## Geschichte
Der Ort wurde 1400 zum ersten Mal schriftlich erwähnt und lag bis 1772 in der Polnisch-Litauischen Adelsrepublik in der Woiwodschaft Ruthenien. Unter dem polnischen Namen Delatyn gehörte er dann bis 1918 zum österreichischen Galizien und war von 1854 bis 1867 Sitz einer Bezirkshauptmannschaft sowie danach der Sitz eines Bezirksgerichtes des Bezirks Nadwórna. Nach dem Ende des Ersten Weltkrieges kam er zu Polen, war hier ab 1921 in die Woiwodschaft Stanislau eingegliedert und wurde im Zweiten Weltkrieg erst von der Sowjetunion und ab 1941 bis 1944 vom Deutschen Reich besetzt und dem Distrikt Galizien angeschlossen. Im Frühjahr oder Sommer 1942 wurden unter Leitung von Hans Krüger, dem Leiter der Sicherheitspolizei in Stanislau, bei Deljatyn 3000 Juden erschossen.
1945 kam die Stadt wiederum zur Sowjetunion, dort wurde sie Teil der Ukrainischen SSR und ist seit 1991 ein Teil der heutigen Ukraine. 1961 wurde der Ort auf Diljatyn (Ділятин) umbenannt, 1989 wurde der Ort dann wieder auf seinen aktuellen Namen rückbenannt.
Seit 1894 hat der Ort einen Bahnhof an der Bahnstrecke Sighetu Marmației–Iwano-Frankiwsk, 1899 kam die heutige Bahnstrecke Deljatyn–Stepaniwka (damals als Lokalbahn Delatyn–Kolomea–Stefanówka) dazu.
Der Ort, der im lokalen Dialekt „Dyljatyn“ ausgesprochen wird, ist literarisch in Texten von Jurko und Taras Prochasko, Andrzej Stasiuk und Wassyl Machno gewürdigt.
Am 18. März 2022 setzten russische Streitkräfte eigenen Angaben zufolge beim Russischen Überfall auf die Ukraine 2022 erstmals mit der Kinschal eine Hyperschallrakete zur Zerstörung eines angeblich bei Deljatyn liegenden unterirdischen Waffenlagers ein.

## Verwaltungsgliederung
Am 17. August 2017 wurde die Siedlung zum Zentrum der neu gegründeten Siedlungsgemeinde Deljatyn (Делятинська селищна громада/Deljatynska selyschtschna hromada), zu dieser zählten auch die 3 in der untenstehenden Tabelle aufgelisteten Dörfer, bis dahin bildete sie die Siedlungsratsgemeinde Deljatyn (Делятинська селищна рада/Deljatynska selyschtschna rada) im Zentrum des Rajons Nadwirna.
Am 12. Juni 2020 kam noch das Dorf Bili Oslawy zum Gemeindegebiet.
Folgende Orte sind neben dem Hauptort Deljatyn Teil der Gemeinde:
| Name                     | Name         | Name                               | Name          | Name |
| ukrainisch transkribiert | ukrainisch   | russisch                           | polnisch      |      |
| ------------------------ | ------------ | ---------------------------------- | ------------- | ---- |
| Bili Oslawy              | Білі Ослави  | Белые Ославы (Belyje Oslawy)       | Osławy Białe  |      |
| Saritschtschja           | Заріччя      | Заречье (Saretschje)               | Zarzecze      |      |
| Tschorni Oslawy          | Чорні Ослави | Чёрные Ославы (Tschjornyje Oslawy) | Osławy Czarne |      |
| Tschornyj Potik          | Чорний Потік | Чёрный Поток (Tschjornyje Potok)   | Czarny Potok  |      |

## Persönlichkeiten
- Volodymyr Myslyvčuk (* 1996), tschechisch-ukrainischer Hammerwerfer